# Aristeo (nome)
Aristeo  è un nome proprio di persona italiano maschile.

## Varianti in altre lingue
- Greco antico: Αρισταιος (Aristaios)[1]
- Francese: Aristée
- Latino: Aristaeus[1]
- Polacco: Aristajos
- Ungherese: Arisztaiosz

## Origine e diffusione
Deriva dal nome greco Αρισταιος (Aristaios), latinizzato poi in Aristaeus: si basa sul termine αριστευς (aristeus), che vuol dire "il migliore"; tale elemento si ritrova anche nei nomi Aristotele, Aristarco, Aristide, Aristogitone, Aristofane, Aristocle e Aristodemo.
Nome di tradizione classica, è portato nella mitologia greca da Aristeo, un dio minore dell'agricoltura, della caccia e dell'apicoltura, figlio di Apollo e di Cirene.

## Onomastico
L'onomastico ricorre il 3 settembre in memoria di sant'Aristeo, vescovo e martire con sant'Antonino a Capua.

## Persone
- Aristeo di Crotone, filosofo greco antico
- Aristeo il Vecchio, matematico greco antico